# Marta Brasi
Marta Brasi (3 aprile 1991) è una calciatrice italiana, di ruolo difensore.

## Carriera
Marta Brasi si appassiona al calcio in giovanissima età e, dopo aver giocato con i maschietti nelle formazioni miste, raggiunti i limiti d'età decide di tesserarsi con l'Atalanta, avendo così l'opportunità di continuare la carriera nelle giovanili della squadra nerazzurra. Inserita nella formazione che partecipa al Campionato Primavera, riesce a mettersi in luce, ricevendo fiducia dalla società che decide di inserirla in rosa nella prima squadra nella stagione 2006-2007, facendo il suo debutto in Serie A il 20 gennaio 2007, all'11ª giornata di campionato, nella partita persa per 2-0 con il Torino. Brasi rimarrà legata alla società in maglia nerazzurra anche i le successive stagioni, condividendo la retrocessione della squadra in Serie A2, fino al termine della stagione 2011-2012, che vede la società rinunciare a iscrivere la squadra per concentrarsi esclusivamente nel settore giovanile svincolando tutte le proprie atlete. Brasi si congeda dalla società con un tabellino di oltre 80 presenze in campionato.
Durante il calciomercato estivo 2012 raggiunge un accordo con l'Anima e Corpo Orobica, società con la quale alla sua seconda stagione raggiunge il primo posto in classifica del girone B del campionato di Serie B 2013-2014, festeggiando con le compagne la storica promozione in Serie A e il suo personale ritorno al livello di vertice del campionato italiano.

## Palmarès
- Campionato italiano di Serie B: 1

Anima e Corpo Orobica: 2013-2014